# Дополскас, Валдас
Валдас Дополскас (лит. Valdas Dopolskas; род. 30 апреля 1992, Вильнюс) — литовский легкоатлет, специалист по бегу на длинные дистанции и марафону. Выступает за сборную Литвы по лёгкой атлетике с 2014 года, участник ряда крупных международных соревнований, в том числе летних Олимпийских игр в Рио-де-Жанейро.

## Биография
Валдас Дополскас родился 30 апреля 1992 года в Вильнюсе, Литва.
Выступал на различных соревнованиях по бегу на шоссе с 2007 года, проходил подготовку в клубе Vilniaus Baltai.
Впервые заявил о себе в лёгкой атлетике в сезоне 2012 года, выиграв бронзовую медаль в беге на 3000 метров с препятствиями на чемпионате Литвы в Каунасе.
Первое время выступал преимущественно в беге на 10 км, но с 2014 года стал участвовать и в более длинных дистанциях, в частности занял шестое место на Познанском марафоне в Польше.
В 2015 году занял 22 место на Франкфуртском марафоне, при этом установил свой личный рекорд в данной дисциплине, показав время 2:16:35.
Выполнив олимпийский квалификационный норматив 2:19:00, удостоился права защищать честь страны на летних Олимпийских играх 2016 года в Рио-де-Жанейро — в программе мужского марафона показал время 2:28:21, расположившись в итоговом протоколе соревнований на 111 позиции.
После Олимпиады в Рио Дополскас остался в составе литовской национальной сборной и продолжил принимать участие в крупнейших международных соревнованиях. Так, в 2018 году он закрыл двадцатку сильнейших в марафонской дисциплине на чемпионате Европы в Берлине, тогда как на чемпионате мира по полумарафону в Валенсии занял 104 место.
В 2019 году показал 61 результат на Кубке Европы по бегу на 10 000 метров в Лондоне.